# أحمد الغرباوي (مطرب مغربي)
أحمد الغرباوي (15 أبريل 1938–10 يناير 2009) هو مطرب مغربي ينتمي لجيل الرواد. عمله الفني تجاوز 450 أغنية على مدى أكثر من خمسين سنة. يعد من رواد الأغنية المغربية.

## النشأة
أحمد الغرباوي عازف على آلة «الكونترباص» ومبدع «إنها ملهمتي»، استطاع أن يبصم على حضوره الفني المتميز إلى جانب الرواد الكبار أمثال أحمد البيضاوي والمعطي بنقاسم وإسماعيل أحمد، ومحمد المزكلدي وعبد النبي الجيراري.
ولد بأحد أحياء العتيقة المجاورة للسوق التحتي لمدينة الرباط في 15 أبريل 1938، اسمه أحمد المكناسي ولقب بالغرباوي، اقتحم مجال الغناء والفن بفضل موهبته، وعانى مع أسرته، التي كانت ترى في الفن مجرد مضيعة للوقت. توقف عن الدراسة في الفصل الخامس من التعليم الابتدائي، دخل المعهد الموسيقي ليتخصص في آلة العود التي كسرها والده على رأسه، حين وجده يعزف عليه في البيت، قبل أن يتراجع ويتركه يسير في موهبته، عكس جده كان يشجعه منذ البداية. بعد دراسته الفن الموسيقي بدأ بالعزف على آلة الكمان. كانت بدايته الفنية سنة 1957، مقلدا لمجموعة من الفنانين العرب أمثال الموسيقار الراحل فريد الأطرش وعبد الغني السيد، ومن ضمن الأغاني التي كان يقلدها نذكر أول همسة وأغنية أنا وأنت في الهوى. ثم بدأ مشواره الغنائي عازفا على آلة «الكونترباص» ضمن الفرقة الموسيقية المعروفة بالمتنوعات (الجوق الوطني) الذي كان يرأسه أحمد الشجعي في الخمسينيات، وكان عمره لايتجاوز 15 سنة، كانت سنة 1961 محطة أساسية في مساره الفني عندما أسس رفقة أحمد بنموسى فرقة موسيقية «جوق الشعب» ضمت العديد من الأسماء المعروفة، مثل عبد الواحد التطواني وآخرين. كان يغني في الحفلات التي تقيمها العائلات الرباطية في المناسبات والأعراس وغيرها.

## رائعة ملهمتي
يقول الراحل في أحد تصريحاته «ل» ملهمتي«وقع خاص في تاريخي الفني، فهي التي حققت لي الانتشار الواسع، ومهدت لي طريق النجاح، في وقت كانت المنافسة بين الفنانين على أشدها».
يضيف الغرباوي، "تزامنت «ملهمتي» العديد من الروائع المغربية، خصوصا "القمر الأحمر" التي لحنها الراحل عبد السلام عامر لعبد الهادي بلخياط، وأذيعت مع أغنيتي على أمواج الإذاعة الوطنية في برنامج خاص بالأغاني الجديدة، كان يعده الفنان الراحل احمد البيضاوي بداية الستينيات من القرن الماضي، كما كانت هذه الأغنية مرتبطة بتألق فريقي المفضل نادي "سطاد المغربي" الذي كان جمهوره يرددها في ملاعب كرة القدم، خصوصا في مباريات "سطاد المغربي".
ويقول الفنان عبد الواحد التطواني، الذي كان مرشحا لأداء أغنية «ملهمتي»، بعدما أعدها الغرباوي، خصيصا له، ووعده بها، "وعدني الراحل الغرباوي ب «ملهمتي» وسجلها بصوته فأبدع".
ويضيف التطواني "كان لأغنية «ملهمتي»، مكانة خاصة في نفس الغرباوي، الذي حقق معها انتشارا واسعا في وقت كانت المنافسة قوية جدا بين الكلمة الجادة واللحن المتقن، إذ تزامنت مع العديد من الروائع التي أبدعها عمالقة الفن المغربي في تلك الفترة".

## الوفاة
توفي الفنان أحمد الغرباوي صباح السبت 10 يناير 2009 بأحد مستشفيات مدينة الرباط، عن عمر يناهز 71 سنة وذلك بعد مرض عضال. بعث الملك محمد السادس برقية تعزية إلى أفراد أسرة الفنان أحمد الغرباوي جاء فيها :
إن رحيل هذا المبدع الملهم لا يعتبر رزءا فادحا بالنسبة لذويه وأقاربه ومحبيه فحسب، وإنما يعد خسارة لا تعوض بالنسبة لأسرة الفن والطرب، التي فقدت بوفاته رائدا من رواد الأغنية المغربية الأصيلة.